# Maria Anna Schicklgruber
Maria Anna Schicklgruber, również Schickelgruber (ur. 15 kwietnia 1795, zm. 7 stycznia 1847) – matka Aloisa Hitlera, babka Adolfa Hitlera.

## Okoliczności urodzenia Aloisa Hitlera
7 czerwca 1837 w miejscowości Strones urodziła ojca Adolfa Hitlera – Aloisa. W księdze urodzin prowadzonej w parafii Döllersheim, w rubryce „imię ojca” wpisano jedynie „nieślubny”. Po wielu latach wpisano imię i nazwisko Johann Georg Hiedler.
Fritz Thyssen oraz Hansjürgen Koehler twierdzili, w swoich wydanych w czasie wojny publikacjach, że na podstawie dochodzenia zarządzonego przez kanclerza Austrii, Engelberta Dollfussa, sporządzono dla Dollfussa tajny dokument o pochodzeniu Hitlera. Z dokumentu miało wynikać, iż Schickelgruber, tj. babka Hitlera, podczas pobytu w Wiedniu pracowała u barona Salomona Mayera Rothschilda, tam zaszła w ciążę; po wyjściu na jaw, iż Schickelgruber jest brzemienna, Rothschild zwolnił ją z pracy lub też odesłał ją do jej rodziny na wieś. Książka „The Mind of Adolf Hitler: The Secret Wartime Report” wspomina o tych twierdzeniach Thyssena i Koehlera, określa je jako „intrygującą hipotezę”, ale zaznacza, że krąży więcej tego rodzaju historii o pochodzeniu Hitlera. Ponadto już w 1933 roku gazeta związana z kanclerzem Dollfussem twierdziła, że przodkowie Hitlera są pochodzenia żydowskiego (wówczas była mowa o przodkach noszących nazwisko Hitler, nie Rothschild).

## Ojcostwo Hiedlera
Pięć lat później, w 1842 roku, Maria Anna Schicklgruber poślubiła pomocnika młynarza nazwiskiem Johann Georg Hiedler. W tym samym roku oddała dziecko na wychowanie bratu męża, gospodarzowi nazwiskiem Johann Nepomuk Hüttler. Obaj bracia wymieniani byli jako domniemani ojcowie Aloisa. W 1876 roku, tj. 29 lat po śmierci matki i 19 lat po śmierci domniemanego ojca Aloisa, zjawił się w domu parafialnym w Dölersheim brat męża Marii Schicklgruber, Johann Nepomuk Hüttler, aby zaświadczyć, że ojcem prawie 40-letniego Aloisa jest jego zmarły brat Johann Georg Hiedler. Proboszcz poprawił rubrykę z „dziecko pozamałżeńskie” na „dziecko małżeńskie”, a poświadczyli to trzej inni świadkowie. Jednakże proboszcz przekręcił nazwisko ojca i zamiast dotychczasowego imienia i nazwiska: Alois Schicklgruber (nazwisko rodowe matki) wpisał w styczniu 1876 – „Alois Hitler”.
Druga wersja
Wersja, przedstawiona przez Davida Lewisa w książce Człowiek, który stworzył Hitlera, mówi, że w listopadzie 1876 roku, osiemdziesięcioczteroletni Johann Georg Hiedler w towarzystwie kilku sąsiadów udał się do księdza Josefa Zahnschirma, proboszcza parafii Döllersheim, by potwierdzić swoje ojcostwo w świadectwie chrztu Aloisa. Ksiądz bez namysłu dokonał poprawek w księgach parafialnych, wykreślając z nich sformułowanie płci męskiej, z nieprawego łoża i wpisując nazwisko „Georg Hiedler” w rubryce ojciec. W miejscu na uwagi zanotował: Niniejszym potwierdzam, że znany mi osobiście Johann Georg Hiedler, wpisany do akt jako ojciec, uznaje ojcostwo swego syna Aloisa, zgodnie ze świadectwem Anny Schicklgruber, matki noworodka.